# 奥斯卡·潘诺

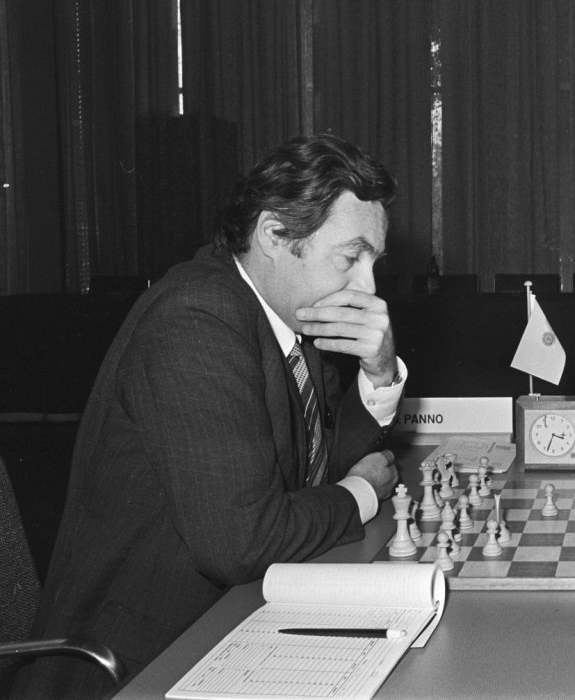
摄于1977年

奥斯卡·潘诺（Oscar Panno，1935年3月—），阿根廷国际象棋棋手、特级大师，出生于布宜诺斯艾利斯。
潘诺是1953年国际象棋世界青年冠军。同年，他还夺得了阿根廷全国冠军。20岁时，他获得国际象棋特级大师称号。他曾五次进军区际赛（Interzonal）。此外，他还曾11次代表阿根廷队出战国际象棋奥林匹克，帮助阿根廷获得一枚银牌（1954年）、两枚铜牌（1958年、1962年）。根据Chessmetrics的估计，他的最高排名为1955年时的世界第18位。